# Падозеро (станция)
Па́дозеро (карел. Puaddärvi) — станция (тип населённого пункта) в составе Чалнинского сельского поселения Пряжинского района Республики Карелия. В населённом пункте расположена железнодорожная станции Падозеро Петрозаводского региона Октябрьской железной дороги.

## География
Уличная сеть
- ул. Железнодорожная
- ул. Лесная
- пер. Новый

## Население

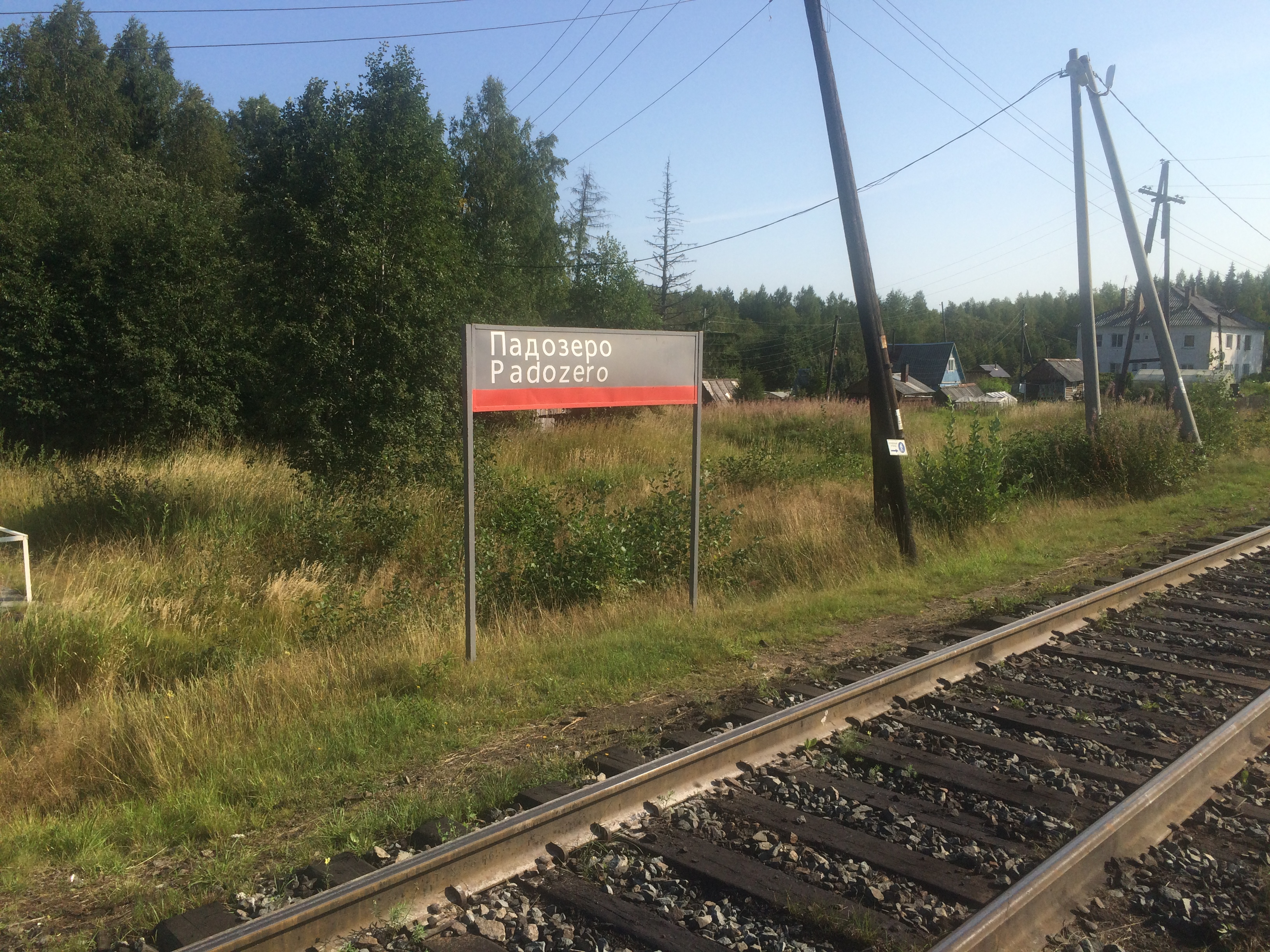
Табличка с названием станции

| 2002 | 2009 | 2010 | 2013 |
| ---- | ---- | ---- | ---- |
| 55   | ↘47  | ↗115 | ↗117 |

## Известные уроженцы и жители
Никита Юферов — первый гражданин России, попавший в лигу NCAA, в Американский футбол.

## Инфраструктура
Путевое хозяйство. Действует техническая железнодорожная станция Падозеро на 513-м км перегона Суоярви I—Петрозаводск